# Bōgu

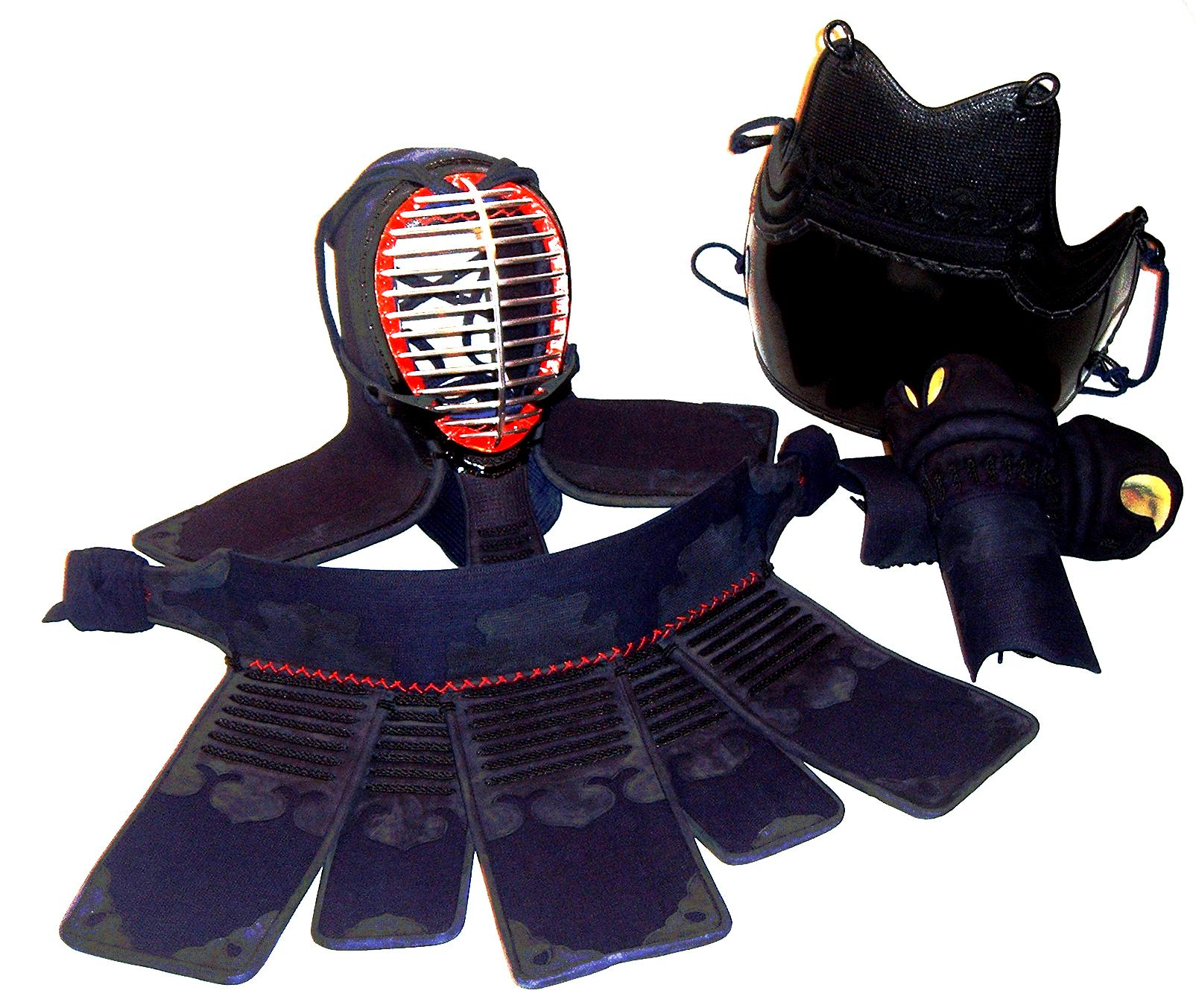
Un bōgu de kendō.

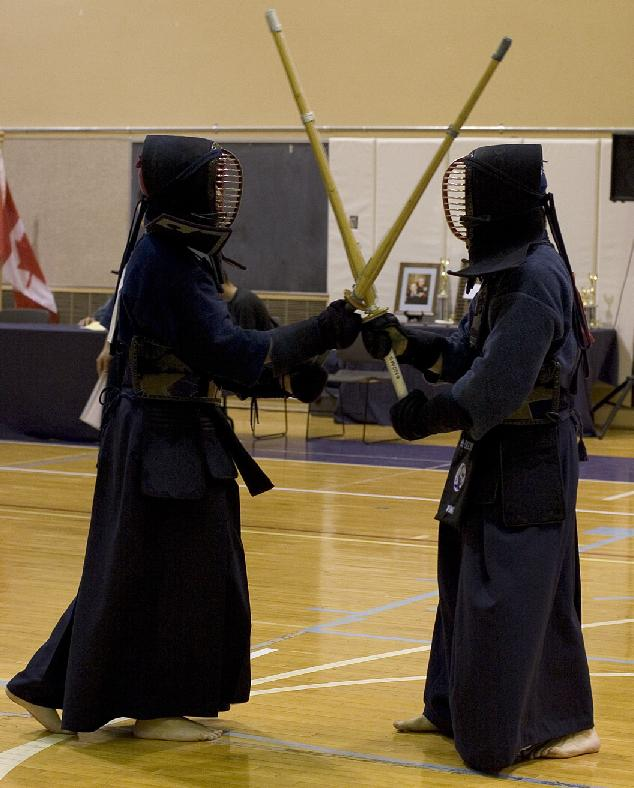
Practicantes de kendō usando bōgu.

El bōgu (防具) es la armadura de protección y entrenamiento utilizada principalmente en el arte marcial tradicional o Gendai Budō de la esgrima japonesa o kendō, con variantes utilizadas para jukendo (esgrima con bayoneta), naginatajutsu (esgrima con Naginata, o alabarda) y sojutsu (esgrima con lanza). El nombre se compone de dos partes: bō que significa "proteger" o "defender", y gu que significa  "equipo" o "instrumento". Un conjunto de Bogu tiene cuatro componentes:
men (面 めん) : la máscara y la cara de hombro combinado protectores (casco);
kote (小手 こて) : protectores de antebrazo y mano (guantes);
dō (胴 どう) : protector de tórax;
tare (垂れ たれ) : protectores de la ingle y los muslos.
Un quinto componente, sune-ate (脛当て すねあて) (protector de las espinillas, o del hueso tibial), son usados solo por los practicantes de la esgrima con alabarda o naginatajutsu. 
El men protege la cara, el cuello y los hombros. Se trata de una mascarilla con varias barras metálicas horizontales a todo lo ancho de la cara, desde la barbilla hasta la parte superior de la cabeza. Para ello se adjunta un largo y grueso acolchado de tela rectangular, que se curva sobre la parte superior de la cabeza y se extiende a los hombros. Un protector de la garganta se une a la parte inferior de la mascarilla. El men se mantienen en su sitio con un par de cuerdas tejidas que envuelven la cabeza y se atan en la parte posterior. La parte de atrás del men se deja abierta para la ventilación y la parte posterior de la cabeza está sin protección. Las áreas objetivo del men es parte superior central, y la parte superior izquierda y derecha.
El kote son como guantes. Fueron diseñados expresamente para el kendo. Aunque parezca ser engorroso, posee movilidad suficiente con la cual permite agarrar el shinai fuertemente y firmemente de forma cómoda. El Kote para los profesionales naginatajutsu debe tener un dedo índice y el pulgar singular a fin de facilitar el rápido cambio de las manos a lo largo del eje de la naginata. Naginata kote tener un poco de relleno menos que los utilizados para el kendo. En el pasado, los kote se hicieron a menudo con los dedos totalmente articulados. Esto rara vez es visto hoy dado que puede haber un problema de seguridad con los dedos enganchados. Un gran diseño acolchado especial, denominado oni-gote ( 鬼小手おにごて ? ) son utilizadas por algunos koryu, sobre todo Itto-ryu . El área de destino de un ataque es la parte de la muñeca de cada kote.
El componente principal del dō es la curvatura del estómago y es el protector del pecho. La forma moderna tiene un bulto pronunciado para ayudar a dirigir la fuerza de los ataques lejos de las zonas blandas en el centro del torso.  Tradicionalmente se utiliza bambú lacado, aunque "fibra" de papel lacado(a menudo confundido con fibra de vidrio ) o de plástico moldeado se utilizan para mitigar su costo al momento de hacerlo.  El dō se apoya en los hombros por dos lazos en diagonal y está contenida en la parte baja de la espalda con otro conjunto de correas. Las áreas objetivo del dō son las dos caras más bajas para ataque en el estómago. La mitad superior del dō no es un objetivo válido para un empuje en naginata. En el pasado, este fue también un objetivo válido para un empuje en Kendo, pero ya no es un objetivo permitido.
El tare es un cinturón de tela gruesa que se envuelve alrededor de la cintura y los lazos en la solapa delantera frente a la ingle. tiene una cubierta en tela resistente en forma de "aletas" que cuelgan del cinturón para proteger los muslos y la ingle. Las "aletas" de ejecución a lo largo de la mitad de la longitud de la correa, que debe ser colocada sobre la parte delantera del cuerpo. La "aleta" central se cubre generalmente con una etiqueta con su nombre, se le llama zekken ( ゼッケン ? ) o Nafuda ( 名札 なふだ ? ) que identifica el nombre del usuario y el dojo o país al que representa. No hay punto de ataque en el tare, que es más bien para protección contra ataques desviados.